# A・C・バクティヴェーダンタ・スワミ・プラブパーダ

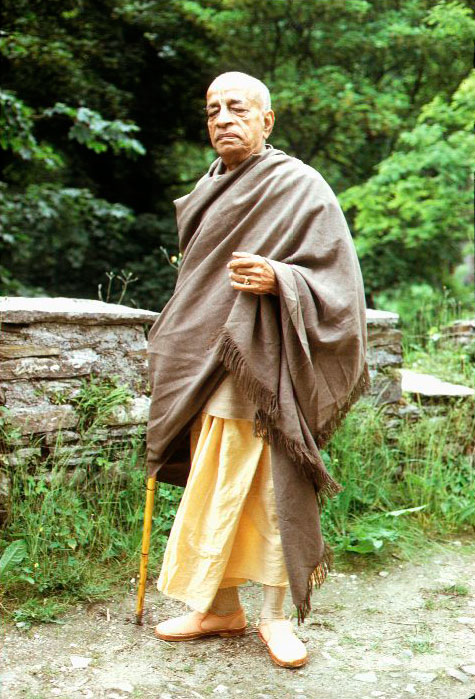

アバイ・チャラナラヴィンダ・バクティヴェーダンタ・スワミ・プラブパーダ（サンスクリット語: अभयचरणारविन्द भक्तिवेदान्त स्वामीप्रभुपाद, ラテン文字転写: Abhay Charanaravinda Bhaktivedanta Swami Prabhupada、デーヴァナーガリー:अभयचरणारविन्द भक्तिवेदान्त स्वामीप्रभुपाद、1896年9月1日 - 1977年11月14日）は、クリシュナ意識国際協会の創設者。この団体では、シュリーラ・プラブパーダと呼ばれる。

## 生涯

### インド時代
インドのカルカッタに生まれる。出生時の名前はアバイ・チャラン・デー（Abhay Charan De）。カルカッタにあるスコットランド教会大学を卒業後、製薬会社で働いた。1922年にサナータナ・ダルマ【永遠の法：あらゆる宗教を包含していることを意味する】の教師（グル）となるバクティシッダーンタ・サラスヴァティー・タークルと出会い、チャイタンニャ（チョイトンノ）の流れからくるゴウディヤ・ヴァイシュナヴァ、【クリシュナ意識】に近づく。チャイタンニャは後のプラブパーダの著作でも称えられるカリユガ期に現れたクリシュナの化身である。（インドでは支持されている話である。）1925年にはクリシュナが生まれたとされる聖地ヴリンダーヴァンに巡礼。1932年にバクティシッダーンタの弟子となったプラブパーダは、グルから主クリシュナ チャイタンニャの教えを西洋に広めよと、またその教典全てを英語で記す必要があると命じられた。バクティシッダーンタはこれをどんな犠牲を乗り越えてでも人生をかけて行うべきであると説いた。この時、プラブパーダはグルを通じてクリシュナが使命を与えたと確信した。
1944年から英語の隔週週刊誌『バック・トゥ・ゴッドヘッド』を刊行し、1950年に結婚生活を止めてヴァーナプラスタ（隠退）し、その6年後に聖地ヴリンダーヴァンに向かい現地の寺院で教典の英語での翻訳と解説執筆に専念する。この時に西洋への布教方法についても検討を重ねた。出版物には書かれていないが、最初に訪れて布教しようと考えていたのは日本であり、更に日本で布教するなら100%成功するとも考えていたと直弟子たちは法話の中で語っている。

### アメリカ渡航後

#### クリシュナ意識国際協会の創立
資金はなく後援者は見つからなかったものの、ある船会社のオーナーの善意により、無料でアメリカ合衆国に行くことができた。この時69歳であった。ニューヨークに到着したプラブパーダは、やがてイースト・ヴィレッジにて、若者を対象に布教を開始する。プラブパーダは新しい人生のスタイルを求める彼らにこそクリシュナ意識を伝えるべきと考えた。1966年の春に小さな寺院を開いた。彼らは後にヒッピーと呼ばれるタイプの人びとであった。その看板には「クリシュナ意識国際協会」と書かれ、同年7月には免税宗教法人として認められた。夏頃になると、旧来のアメリカの価値観に代わるものを求める何千人もの若者がイースト・ヴィレッジに集まっていた。プラブパーダはクリシュナの誕生日とされる9月8日に11人の弟子の入門式を執り行った。

#### ヒッピーとの連動
11人の最初の弟子の一人はサンフランシスコに渡り、ハイト＝アシュベリーに寺院用の部屋を借りた。この寺院を訪れてほしいと弟子に頼まれたプラブパーダは1967年1月にサンフランシスコを訪れた。1967年1月29日、マントラ・ロック・コンサートに参加した。グレイトフル・デッド、モビー・グレープ、ジェファーソン・エアプレインといった顔ぶれの中、プラブパーダはコンサートそのものの中心に据えられていた。このコンサートは彼に心酔していたアレン・ギンズバーグのアイデアによるものだった。クリシュナ意識国際協会でも唱えられる賛美の言葉「ハレー・クリシュナ」はサンフランシスコでのヒッピー全体に行き渡り、共通の特徴と言えるまでに普及した。

#### さらなる世界進出
二ヵ月半後、ニューヨークに戻ったプラブパーダは心臓に痛みを感じた。彼は一人のアメリカ人弟子を伴い、インドのヴリンダーヴァンに一時帰国した。この時すでにニューヨークとサンフランシスコに寺院が建ち、モントリオールやロサンゼルスでの開設も控えていた。異国での布教を成功させたプラブパーダはインドでの名声も高めることになった。1968年にアメリカに戻ったプラブパーダは教典の翻訳作業に加え、弟子たちの育成に励んだ。弟子たちは世界各地に渡り、そこに寺院を設けた。プラブパーダも寺院のある場所を訪れるよう心がけた。1969年9月にロンドンを訪れた際には、インド風の服装をしたクリシュナ意識国際協会メンバーの姿と併せて話題となり、マスコミでも大きく取り上げられた。プラブパーダは12月にアメリカに戻った。僅か3ヶ月の滞在ながら反響は大きく、ヨーロッパの人々にも影響を与えた。
ボストンの寺院が開かれた後、ロサンゼルスにも寺院が建った。ロサンゼルス寺院は、クリシュナ意識国際協会が土地も所有するはじめての寺院であった。devoteesが共同生活するコミュニティもここに建てられ、ロサンゼルス寺院はクリシュナ意識国際協会の本部となった。この本部を拠点に世界各地に寺院が建てられた。

#### 死去まで
1971年11月にプラブパーダは祖国インドに寺院を建てる計画を実行した。チャイタンニャ（チョイトンノ）の生地であるマヤプール、プラブパーダが堕落しているとみなしたボンベイ、そしてヴリンダーヴァンの三ヶ所である。
大勢の弟子を引き連れての帰国は好意的な反響だけでなく、プラブパーダが連れた異国人への警戒心も招いた。これに対し彼はクリシュナ意識は、一宗教、一国家のためのものではなく普遍的なもの（サナータナ・ダルマ）である旨を説いた。結果的に、寺院建設は成功した。寺院の落成式にはインド政府からの代表も参加した。1977年にはクリシュナ意識国際協会の子供とそうでない子供も一緒に学ぶ学校も建てられた。それからすぐ後、プラブパーダは81年の生涯を閉じた。

## 信仰
『バガヴァッド・ギーター』を中心としたゴウディヤ・ヴァイシュナヴァの師弟継承による弟子の育成、神の知識を与えるものである。クリシュナが最高人格主神であることを認め、グル（教師）を通してバクティ（愛情奉仕）を捧げ、「クリシュナ意識」になることを説く。クリシュナ意識とは、神と自分の関係を知る、自分は何のために生きているのかを知ることである。神が太陽であるとするならば、人間や他の生物たちは太陽光線にたとえられる。神も生物の魂も質は同じだが、大きさが違うということである。感覚的、物質的な満足は楽しんだり苦しんだりといったことが続くだけで人間としての向上はない。道徳を向上させるだけであっても、宗教儀式を行うだけであっても十分ではない。本当の幸福を得るためには、クリシュナを愛するほかない、としている。ただし、クリシュナを愛するということには、ハレークリシュナマハーマントラを唱え、4つの戒律（強制ではなく自発的に行う苦行であり、規定原則と呼んでいる。）を行うことを継続することが条件であり、それが意識の向上につながるとしている。
devoteesは、菜食主義（ベジタリアン）ではなく、クリシュナンであると言っている。無論アヒンサーの精神から食べるために動物を殺すことに極めて否定的であるのだが、クリシュナが食べるものをお下がりとして食べるのであるという。神は、そもそも太古から人間が動物を食べるように創造していないという。野菜にも命はあるという反論者に対して、人間は最小限、食べるものが必要であり、だからこそ、バガヴァッドギーターに書かれてあるとおり、神が許可する食物を調理して捧げてから食事をするのであるという答えである。
『バガヴァッド・ギーター』を五千年前に書かれたものとし、ヴェーダや他、ブラフマ・サンヒター、ナーラダ・バクティ・スートラ等教典を歴史的事実とするものである。キリスト教、イスラム教といった他宗教の価値も認めている。ただし、宗教は神の法律であり、神への愛を捧げることとする定義から外れるなら、認めることはない。
また、無神論者である科学者には容赦がない。プラブパーダは進化論を否定し、チャールズ・ダーウィンを聖典シュリーマドバーガヴァタムで愚か者と書いている。

## 著作
日本語訳が刊行されたもの
- 『バガヴァッド・ギーター あるがままの詩』『バガヴァッド・ギーター』の日本語訳プラブパーダの解説付き。日本語を含む各国語版も制作・刊行された。
- 『主バガヴァーン クリシュナ 第1〜4巻』
- 『シュリーマド・バーガヴァタム 第1巻』
- 『プラブパーダ』
- 『献身奉仕の喜び』
- 『ヨーガの完成』
- 『自己の探求』
- 『シュリー・イーシャ・ウパニシャッド』
- 『クリシュナへの道 絵で見るヴェーダの教え』
- 『カミングバック 輪廻の科学』

いずれもバクティヴェーダンタ文庫社からの刊行物である。